# Temporada 2022 del Campeonato del Mundo de Moto3
La temporada 2022 del Campeonato del Mundo de Moto3 fue la 11.ª edición de este campeonato creado en 2012. Este campeonato fue parte de la 74.ª edición del Campeonato del Mundo de Motociclismo.

## Calendario
El 7 de octubre de 2021, la FIM y Dorna hicieron público el calendario provisional para 2022.
| Ronda                                               | Gran Premio                            | Circuito                                                | Fecha                         |
| --------------------------------------------------- | -------------------------------------- | ------------------------------------------------------- | ----------------------------- |
| 1                                                   | Gran Premio de Catar                   | Circuito Internacional de Losail, Lusail                | 4-6 de marzo                  |
| 2                                                   | Gran Premio de Indonesia               | Circuito Urbano Internacional de Mandalika, Lombok      | 18-20 de marzo                |
| 3                                                   | Gran Premio de la República Argentina  | Autódromo Termas de Río Hondo, Santiago del Estero      | 1-3 de abril                  |
| 4                                                   | Gran Premio de las Américas            | Circuito de las Américas, Austin, Texas                 | 8-10 de abril                 |
| 5                                                   | Gran Premio de Portugal                | Autódromo Internacional do Algarve, Portimão            | 22-24 de abril                |
| 6                                                   | Gran Premio de España                  | Circuito de Jerez, Jerez de la Frontera                 | 29-30 de abril-1 de mayo      |
| 7                                                   | Gran Premio de Francia                 | Circuito de Bugatti, Le Mans                            | 13-15 de mayo                 |
| 8                                                   | Gran Premio de Italia                  | Autódromo Internacional del Mugello, Scarperia          | 27-29 de mayo                 |
| 9                                                   | Gran Premio de Cataluña                | Circuito de Barcelona-Cataluña, Montmeló                | 3-5 de junio                  |
| 10                                                  | Gran Premio de Alemania                | Sachsenring, Hohenstein-Ernstthal                       | 17-19 de junio                |
| 11                                                  | TT Assen                               | Circuito de Assen, Assen                                | 24-26 de junio                |
| 12                                                  | Gran Premio de Gran Bretaña            | Circuito de Silverstone, Silverstone                    | 5-7 de agosto                 |
| 13                                                  | Gran Premio de Austria                 | Red Bull Ring, Spielberg                                | 19-21 de agosto               |
| 14                                                  | Gran Premio de San Marino              | Misano World Circuit Marco Simoncelli, Misano Adriatico | 2-4 de septiembre             |
| 15                                                  | Gran Premio de Aragón                  | MotorLand Aragón, Alcañiz                               | 16-18 de septiembre           |
| 16                                                  | Gran Premio de Japón                   | Twin Ring Motegi, Motegi                                | 23-25 de septiembre           |
| 17                                                  | Gran Premio de Tailandia               | Circuito Internacional de Chang, Buriram                | 30 de septiembre-2 de octubre |
| 18                                                  | Gran Premio de Australia               | Circuito de Phillip Island, Isla Phillip                | 14-16 de octubre              |
| 19                                                  | Shell Gran Premio de Malasia           | Circuito Internacional de Sepang, Selangor              | 21-23 de octubre              |
| 20                                                  | Gran Premio de la Comunidad Valenciana | Circuito Ricardo Tormo, Valencia                        | 4-6 de noviembre              |
| Grandes Premios cancelados                          |                                        |                                                         |                               |
| -                                                   | Gran Premio de Finlandia               | Kymi Ring, Kymenlaakso                                  | 8-10 de julio                 |
| Notas: Actualizado a 12 de octubre de 2021 1. 2. 3. |                                        |                                                         |                               |

### Cambios en el calendario
- Vuelve el Gran Premio de Indonesia en el circuito urbano de Mandalika después de que se realizase por última vez en 1997, aquella ocasión en el Circuito Internacional de Sentul
- Después de cancelarse dos años consecutivos por la Pandemia de COVID-19, regresa el Gran Premio de Finlandia, realizado por última vez en 1982 en el Circuito de Imatra
- Tras realizarse en 2020 y 2021 para sustituir a carreras canceladas o pospuestas, el Gran Premio de Portugal regresa de manera estable en 2022. Se realizará en el Autódromo Internacional do Algarve, al igual que los años anteriores.
- Debido a la Pandemia de COVID-19, los Grandes Premios de la República Argentina, Japón, Tailandia, Australia y Malasia vuelven al calendario, mientras que los Grandes Premios de Doha, Estiria, Emilia-Romaña y Algarve desaparecen.
- El 25 de mayo se anunció la cancelación del Gran Premio de Finlandia debido a los retrasos en las obras de homologación del Kymi Ring, sumados a la situación geopolítica que atraviesa la región por la invasión rusa de Ucrania llevaron a la cancelación de la prueba.[2][3][4]

## Equipos y pilotos
El 23 de septiembre de 2021, la FIM dio a conocer la lista de equipos inscriptos para la temporada 2022.
| Equipo                                       | Constructor | Moto              | N.º | Piloto               | Rondas               |
| -------------------------------------------- | ----------- | ----------------- | --- | -------------------- | -------------------- |
| CFMoto Racing Prüstel GP                     | CFMoto      | CFMoto RC250GP    | 43  | Xavier Artigas       | Todas                |
| CFMoto Racing Prüstel GP                     | CFMoto      | CFMoto RC250GP    | 99  | Carlos Tatay         | Todas                |
| GasGas Aspar Team                            | GasGas      | GasGas RC250GP    | 11  | Sergio García        | Todas                |
| GasGas Aspar Team                            | GasGas      | GasGas RC250GP    | 28  | Izan Guevara         | Todas                |
| GasGas Aspar Team                            | GasGas      | GasGas RC250GP    | 77  | Filippo Farioli      | 20                   |
| GasGas Aspar Team                            | GasGas      | GasGas RC250GP    | 80  | David Alonso         | 5                    |
| Leopard Racing                               | Honda       | Honda NSF250RW    | 7   | Dennis Foggia        | Todas                |
| Leopard Racing                               | Honda       | Honda NSF250RW    | 24  | Tatsuki Suzuki       | Todas                |
| Rivacold Snipers Team                        | Honda       | Honda NSF250RW    | 16  | Andrea Migno         | Todas                |
| Rivacold Snipers Team                        | Honda       | Honda NSF250RW    | 21  | Vicente Pérez        | 17                   |
| Rivacold Snipers Team                        | Honda       | Honda NSF250RW    | 34  | Kanta Hamada         | 16                   |
| Rivacold Snipers Team                        | Honda       | Honda NSF250RW    | 63  | Syarifuddin Azman    | 5-6                  |
| Rivacold Snipers Team                        | Honda       | Honda NSF250RW    | 67  | Alberto Surra        | 1-4, 8, 10-15, 18-20 |
| Rivacold Snipers Team                        | Honda       | Honda NSF250RW    | 89  | Marcos Uriarte       | 9                    |
| Rivacold Snipers Team                        | Honda       | Honda NSF250RW    | 98  | José Antonio Rueda   | 7                    |
| Honda Team Asia                              | Honda       | Honda NSF250RW    | 64  | Mario Aji            | Todas                |
| Honda Team Asia                              | Honda       | Honda NSF250RW    | 72  | Taiyo Furusato       | 3-20                 |
| SIC58 Squadra Corse                          | Honda       | Honda NSF250RW    | 20  | Lorenzo Fellon       | Todas                |
| SIC58 Squadra Corse                          | Honda       | Honda NSF250RW    | 29  | Harrison Voight      | 14                   |
| SIC58 Squadra Corse                          | Honda       | Honda NSF250RW    | 54  | Riccardo Rossi       | Todas                |
| VisionTrack Racing Team                      | Honda       | Honda NSF250RW    | 19  | Scott Ogden          | Todas                |
| VisionTrack Racing Team                      | Honda       | Honda NSF250RW    | 63  | Syarifuddin Azman    | 9, 19                |
| VisionTrack Racing Team                      | Honda       | Honda NSF250RW    | 70  | Joshua Whatley       | Todas                |
| Sterilgarda Max Racing Team                  | Husqvarna   | Husqvarna FR250GP | 17  | John McPhee          | 1, 7-20              |
| Sterilgarda Max Racing Team                  | Husqvarna   | Husqvarna FR250GP | 38  | David Salvador       | 4-6, 9               |
| Sterilgarda Max Racing Team                  | Husqvarna   | Husqvarna FR250GP | 71  | Ayumu Sasaki         | 1-8, 10-20           |
| CIP Green Power                              | KTM         | KTM RC250GP       | 27  | Kaito Toba           | Todas                |
| CIP Green Power                              | KTM         | KTM RC250GP       | 41  | Marc García          | 12                   |
| CIP Green Power                              | KTM         | KTM RC250GP       | 66  | Joel Kelso           | 1-11, 13-20          |
| MT Helmets – MSI                             | KTM         | KTM RC250GP       | 6   | Ryusei Yamanaka      | Todas                |
| MT Helmets – MSI                             | KTM         | KTM RC250GP       | 10  | Diogo Moreira        | Todas                |
| MT Helmets – MSI                             | KTM         | KTM RC250GP       | 91  | Alessandro Morosi    | 15                   |
| QJmotor Avintia Esponsorama                  | KTM         | KTM RC250GP       | 9   | Nicola Fabio Carraro | 12-20                |
| QJmotor Avintia Esponsorama                  | KTM         | KTM RC250GP       | 18  | Matteo Bertelle      | 1-10                 |
| QJmotor Avintia Esponsorama                  | KTM         | KTM RC250GP       | 23  | Elia Bartolini       | Todas                |
| QJmotor Avintia Esponsorama                  | KTM         | KTM RC250GP       | 85  | Luca Lunetta         | 11                   |
| Red Bull KTM Ajo                             | KTM         | KTM RC250GP       | 5   | Jaume Masiá          | Todas                |
| Red Bull KTM Ajo                             | KTM         | KTM RC250GP       | 96  | Daniel Holgado       | Todas                |
| Red Bull KTM Tech 3                          | KTM         | KTM RC250GP       | 31  | Adrián Fernández     | Todas                |
| Red Bull KTM Tech 3                          | KTM         | KTM RC250GP       | 53  | Deniz Öncü           | Todas                |
| BOE SKX (Rnd. 1-7) BOE Motorsports (Rnd. 8-) | KTM         | KTM RC250GP       | 22  | Ana Carrasco         | Todas                |
| BOE SKX (Rnd. 1-7) BOE Motorsports (Rnd. 8-) | KTM         | KTM RC250GP       | 44  | David Muñoz          | 8-20                 |
| BOE SKX (Rnd. 1-7) BOE Motorsports (Rnd. 8-) | KTM         | KTM RC250GP       | 87  | Gerard Riu           | 1-7                  |
| BOE SKX (Rnd. 1-7) BOE Motorsports (Rnd. 8-) | KTM         | KTM RC250GP       | 95  | David Almansa        | 20                   |
| Angelus MTA Team                             | KTM         | KTM RC250GP       | 38  | David Salvador       | 20                   |
| Angelus MTA Team                             | KTM         | KTM RC250GP       | 48  | Iván Ortolá          | 1-15                 |
| Angelus MTA Team                             | KTM         | KTM RC250GP       | 69  | María Herrera        | 15                   |
| Angelus MTA Team                             | KTM         | KTM RC250GP       | 82  | Stefano Nepa         | 1-15                 |
| Fuente:                                      |             |                   |     |                      |                      |

| Leyenda             | Leyenda |
| ------------------- | ------- |
| Piloto titular      |         |
| Piloto invitado     |         |
| Piloto de reemplazo |         |

- Todos los equipos utilizan neumáticos Dunlop.

### Cambios de equipos
- El SIC Racing Team, equipo malayo que compitió en la categoría desde el 2015 hasta el 2021 dejó el campeonato debido a problemas económicos occurridos por la salida de su principal patrocinador, Petronas.[26][27][28]
- El Gresini Racing, equipo italiano que compitió en la categoría desde el 2012 hasta el 2021 dejó el campeonato para centrar sus esfuerzos en sus estructuras de Moto2 y MotoGP.[29]
- El Team MTA, equipo italiano que disputa los campeonatos español e italiano de velocidad dará el salto al Mundial de Moto3 utilizando motocicletas KTM.
- El VisionTrack Honda Racing, equipo creado por el expiloto de MotoGP Michael Laverty para apoyar la presencia de pilotos británicos en el mundial, hará su debut en el Moto3.[30]
- El Team MT-Foundation77, equipo español que disputa el FIM CEV Moto3 Junior World Championship dará el salto s Moto3 como el MT Helmets – MSI Race Tech.[31]

### Cambios de pilotos
- El español Iván Ortolá hará su debut en Moto3 con el Team MTA. Ortolá pilotó en 2020 con el equipo en el FIM CEV Repsol Moto3 Junior World Championship.
- Tras cinco temporadas en el SIC58 Squadra Corse, Tatsuki Suzuki dejó el equipo para fichar por el Leopard Racing.
- Tras dos temporadas en el Red Bull KTM Tech3, Ayumu Sasaki dejó el equipo para fichar por el Sterilgarda Max Racing Team.
- Tras tres temporadas en el Petronas Sprinta Racing y ante la desaparición del equipo, John McPhee fichó por el Sterilgarda Max Racing Team.
- Tras dos temporadas en el Avintia Esponsorama Moto3, Carlos Tatay dejó el equipo para fichar por el Prüstel GP.
- Después de solo una temporada en el Leopard Racing, Xavier Artigas dejó el equipo para fichar por el Prüstel GP.
- David Muñoz, subcampeón de la Red Bull MotoGP Rookies Cup 2021 hará su debut en Moto3 con el BOE Owlride.
- Scott Ogden hará su debut en Moto3 con el VisionTrack Honda Racing.
- Joshua Whatley hará su debut en Moto3 con el VisionTrack Honda Racing.
- Después de solo una temporada en el BOE Owlride, Stefano Nepa dejó el equipo para fichar por el recién llegado, Team MTA.
- Daniel Holgado hará su debut en Moto3 con el Red Bull KTM Tech3.
- Joel Kelso hará su debut en Moto3 con el CIP Green Power. Kelso disputó los grandes premios de Alemania y los Países Bajos con este equipo en 2021.
- Taiyo Furusato hará su debut en  Moto3 con el equipo Honda Team Asia, llega como ganador de la copa Idemitsu Asia Talent Cup 2021.
- La Campeona del Mundo de Supersport300 de 2018 Ana Carrasco regresa a la categoría de Moto3 como piloto del Team Boé SKX.

## Resultados

### Resultados por Gran Premio
| Ronda | Gran Premio                            | Pole position  | Vuelta rápida  | Piloto ganador | Equipo ganador              | Constructor ganador |
| ----- | -------------------------------------- | -------------- | -------------- | -------------- | --------------------------- | ------------------- |
| 1     | Gran Premio de Catar                   | Izan Guevara   | Dennis Foggia  | Andrea Migno   | Rivacold Snipers Team       | Honda               |
| 2     | Gran Premio de Indonesia               | Carlos Tatay   | Jaume Masiá    | Dennis Foggia  | Leopard Racing              | Honda               |
| 3     | Gran Premio de Argentina               | Sergio García  | Andrea Migno   | Sergio García  | Solunion GasGas Aspar Team  | Gas Gas             |
| 4     | Gran Premio de las Américas            | Andrea Migno   | Jaume Masiá    | Jaume Masiá    | Red Bull KTM Ajo            | KTM                 |
| 5     | Gran Premio de Portugal                | Deniz Öncü     | Jaume Masiá    | Sergio García  | Valresa GasGas Aspar Team   | Gas Gas             |
| 6     | Gran Premio de España                  | Izan Guevara   | Izan Guevara   | Izan Guevara   | Gaviota GasGas Aspar Team   | Gas Gas             |
| 7     | Gran Premio de Francia                 | Dennis Foggia  | Izan Guevara   | Jaume Masiá    | Red Bull KTM Ajo            | KTM                 |
| 8     | Gran Premio de Italia                  | Deniz Öncü     | Riccardo Rossi | Sergio García  | Valresa GasGas Aspar Team   | Gas Gas             |
| 9     | Gran Premio de Cataluña                | Dennis Foggia  | Jaume Masiá    | Izan Guevara   | Valresa GasGas Aspar Team   | Gas Gas             |
| 10    | Gran Premio de Alemania                | Izan Guevara   | Deniz Öncü     | Izan Guevara   | GasGas Aspar Team           | Gas Gas             |
| 11    | Gran Premio de los Países Bajos        | Ayumu Sasaki   | John McPhee    | Ayumu Sasaki   | Sterilgarda Husqvarna Max   | Husqvarna           |
| 12    | Gran Premio de Gran Bretaña            | Diogo Moreira  | Deniz Öncü     | Dennis Foggia  | Leopard Racing              | Honda               |
| 13    | Gran Premio de Austria                 | Daniel Holgado | David Muñoz    | Ayumu Sasaki   | Sterilgarda Husqvarna Max   | Husqvarna           |
| 14    | Gran Premio de San Marino              | Deniz Öncü     | Dennis Foggia  | Dennis Foggia  | Leopard Racing              | Honda               |
| 15    | Gran Premio de Aragón                  | Izan Guevara   | Deniz Öncü     | Izan Guevara   | AutoSolar GasGas Aspar Team | Gas Gas             |
| 16    | Gran Premio de Japón                   | Tatsuki Suzuki | Jaume Masiá    | Izan Guevara   | AutoSolar GasGas Aspar Team | Gas Gas             |
| 17    | Gran Premio de Tailandia               | Dennis Foggia  | Jaume Masiá    | Dennis Foggia  | Leopard Racing              | Honda               |
| 18    | Gran Premio de Australia               | Ayumu Sasaki   | John McPhee    | Izan Guevara   | Gaviota GasGas Aspar Team   | Gas Gas             |
| 19    | Gran Premio de Malasia                 | Dennis Foggia  | Ayumu Sasaki   | John McPhee    | Sterilgarda Husqvarna Max   | Husqvarna           |
| 20    | Gran Premio de la Comunidad Valenciana | Izan Guevara   | Deniz Öncü     | Izan Guevara   | Valresa GasGas Aspar Team   | Gas Gas             |

### Campeonato de pilotos
Sistema de puntuación
Los puntos se reparten entre los quince primeros clasificados en acabar la carrera. 
Sistema de puntuación de 1993 hasta 2022:
| Posición | 1.º | 2.º | 3.º | 4.º | 5.º | 6.º | 7.º | 8.º | 9.º | 10.º | 11.º | 12.º | 13.º | 14.º | 15.º |
| Puntos   | 25  | 20  | 16  | 13  | 11  | 10  | 9   | 8   | 7   | 6    | 5    | 4    | 3    | 2    | 1    |

| Pos. | Piloto             | Moto      | QAT | INA | ARG | AME | POR | SPA | FRA | ITA | CAT | GER | NED | GBR | AUT | RSM | ARA | JPN | THA | AUS | MAL | VAL | Ptos. |
| ---- | ------------------ | --------- | --- | --- | --- | --- | --- | --- | --- | --- | --- | --- | --- | --- | --- | --- | --- | --- | --- | --- | --- | --- | ----- |
| 1    | Izan Guevara       | Gas Gas   | 8   | 2   | Ret | 7   | 5   | 1   | 3   | 2   | 1   | 1   | 2   | Ret | 7   | 3   | 1   | 1   | 5   | 1   | 12  | 1   | 319   |
| 2    | Sergio García      | Gas Gas   | 2   | 4   | 1   | Ret | 1   | 2   | 7   | 1   | 4   | 3   | 3   | Ret | 5   | DSQ | 13  | 4   | Ret | 3   | 3   | 3   | 257   |
| 3    | Dennis Foggia      | Honda     | 7   | 1   | 2   | 2   | 8   | 18  | 4   | Ret | Ret | 2   | Ret | 1   | 12  | 1   | 14  | 2   | 1   | 9   | 6   | 4   | 246   |
| 4    | Ayumu Sasaki       | Husqvarna | Ret | Ret | 3   | 4   | 3   | 6   | 2   | DNS |     | 4   | 1   | Ret | 1   | Ret | 2   | 3   | 2   | 4   | 2   | 5   | 238   |
| 5    | Deniz Öncü         | KTM       | 4   | 5   | 14  | 5   | 4   | 4   | 9   | 15  | 5   | 7   | 9   | 3   | 4   | 4   | 4   | 15  | 17  | 2   | 10  | 2   | 200   |
| 6    | Jaume Masiá        | KTM       | Ret | 7   | Ret | 1   | 2   | 3   | 1   | 17  | 8   | 12  | Ret | 2   | 18  | 2   | 8   | Ret | 8   | 15  | 4   | 22  | 177   |
| 7    | Tatsuki Suzuki     | Honda     | Ret | 10  | 5   | 10  | 12  | Ret | 5   | 3   | 3   | 5   | 4   | Ret | 2   | 6   | 12  | Ret | Ret | Ret | Ret | 14  | 130   |
| 8    | Diogo Moreira      | KTM       | 6   | Ret | 6   | Ret | 10  | 10  | 14  | Ret | DNS | 16  | 16  | 6   | 6   | 7   | 15  | 6   | 6   | 7   | 5   | 8   | 112   |
| 9    | Andrea Migno       | Honda     | 1   | Ret | Ret | 3   | 7   | 14  | 10  | 4   | Ret | 11  | 15  | 9   | 23  | Ret | 18  | 9   | 7   | 16  | 14  | 15  | 103   |
| 10   | Daniel Holgado     | KTM       | 16  | 9   | 7   | Ret | Ret | 9   | 11  | Ret | Ret | 6   | 6   | NC  | 8   | 5   | 3   | Ret | 11  | Ret | 7   | 10  | 103   |
| 11   | John McPhee        | Husqvarna | 5   |     |     |     |     |     | 12  | Ret | 7   | 19  | Ret | 7   | 9   | 9   | 10  | 7   | Ret | 6   | 1   | 11  | 102   |
| 12   | Ryusei Yamanaka    | KTM       | 9   | 11  | 12  | 17  | 21  | 8   | 8   | 5   | 21  | Ret | 8   | 8   | 13  | 13  | Ret | 8   | 10  | Ret | 8   | 9   | 94    |
| 13   | David Muñoz        | KTM       |     |     |     |     |     |     |     | 11  | 2   | 9   | Ret | Ret | 3   | 12  | 7   | 5   | 9   | 11  | Ret | 7   | 93    |
| 14   | Riccardo Rossi     | Honda     | 12  | 17  | 4   | 9   | 11  | Ret | 13  | 6   | 11  | Ret | 11  | 14  | 19  | 11  | 16  | 10  | 3   | 10  | Ret | Ret | 87    |
| 15   | Carlos Tatay       | CFMoto    | Ret | 3   | 8   | 8   | 6   | Ret | 6   | 19  | 6   | Ret | 14  | 10  | Ret | Ret | 9   | Ret | 13  | 12  | Ret | 13  | 87    |
| 16   | Xavier Artigas     | CFMoto    | 10  | 6   | Ret | 6   | 20  | 5   | Ret | 20  | 10  | 13  | 5   | 11  | 14  | 20  | 11  | 11  | 14  | 14  | 11  | 23  | 83    |
| 17   | Iván Ortolá        | KTM       | 11  | Ret | 15  | 11  | Ret | 13  | 18  | 7   | 18  | 10  | 12  | Ret | 11  | 8   | 6   | 13  | 20  | 13  | 9   | 12  | 73    |
| 18   | Stefano Nepa       | KTM       | 13  | Ret | 16  | 13  | 15  | 15  | 17  | Ret | 16  | 15  | 7   | 5   | 15  | 10  | 19  | 12  | 4   | 5   | Ret |     | 64    |
| 19   | Kaito Toba         | KTM       | 3   | 12  | 9   | Ret | 17  | 7   | 15  | 16  | 15  | 20  | 10  | 4   | 10  | 19  | 23  | 21  | Ret | 17  | 17  | 24  | 63    |
| 20   | Adrián Fernández   | KTM       | 14  | Ret | 13  | 14  | WD  | Ret | 20  | 10  | 9   | 8   | Ret | 15  | 17  | 16  | 5   | 18  | Ret | 18  | 15  | 6   | 51    |
| 21   | Joel Kelso         | KTM       | 15  | 18  | 10  | 18  | 9   | Ret | DNS | 12  | 12  | Ret | Ret |     | 22  | 14  | 21  | Ret | 12  | 8   | 18  | 21  | 36    |
| 22   | Elia Bartolini     | KTM       | 18  | 8   | 11  | 19  | 19  | 16  | 16  | 8   | 17  | 14  | Ret | 16  | 20  | 15  | 20  | 16  | 18  | 20  | 13  | 17  | 27    |
| 23   | Scott Ogden        | Honda     | Ret | 13  | Ret | 12  | 13  | 12  | Ret | Ret | 14  | Ret | Ret | 12  | 21  | 25  | 22  | 20  | 15  | Ret | Ret | Ret | 21    |
| 24   | Matteo Bertelle    | KTM       | 17  | 15  | 18  | Ret | 18  | 11  | 19  | 9   | 13  | Ret |     |     |     |     |     |     |     |     |     |     | 16    |
| 25   | Lorenzo Fellon     | Honda     | Ret | 16  | 19  | 15  | 14  | DNS | 23  | 14  | 20  | 18  | 13  | 13  | 16  | 18  | Ret | Ret | 16  | 19  | 19  | 20  | 11    |
| 26   | Mario Aji          | Honda     | 19  | 14  | 21  | 21  | 16  | 17  | 22  | 13  | Ret | 23  | 18  | 17  | 24  | Ret | 24  | 17  | 21  | Ret | 21  | 27  | 5     |
| 27   | Taiyo Furusato     | Honda     |     |     | 17  | 16  | 25  | 21  | 25  | 18  | Ret | 17  | 21  | 18  | 25  | 21  | 17  | 14  | 25  | Ret | Ret | Ret | 2     |
| 28   | Syarifuddin Azman  | Honda     |     |     |     |     | 24  | 22  |     |     | 19  |     |     |     |     |     |     |     |     |     | 16  |     | 0     |
| 29   | Nicola Carraro     | KTM       |     |     |     |     |     |     |     |     |     |     |     | 20  | 26  | Ret | Ret | Ret | 24  | 22  | 20  | 16  | 0     |
| 30   | Alberto Surra      | Honda     | Ret | Ret | 20  | DNS |     |     |     | DNS |     | 21  | 17  | 19  | 27  | 17  | DNS |     |     | 24  | Ret | 29  | 0     |
| 31   | David Salvador     | Husqvarna |     |     |     | 22  | 22  | 19  |     |     | Ret |     |     |     |     |     |     |     |     |     |     |     | 0     |
| 31   | David Salvador     | KTM       |     |     |     |     |     |     |     |     |     |     |     |     |     |     |     |     |     |     |     | 18  | 0     |
| 32   | Ana Carrasco       | KTM       | 20  | 19  | Ret | 23  | 28  | 23  | 27  | 22  | 22  | 22  | 22  | 23  | 28  | 22  | 25  | 19  | 22  | 23  | 22  | 28  | 0     |
| 33   | Filippo Farioli    | Gas Gas   |     |     |     |     |     |     |     |     |     |     |     |     |     |     |     |     |     |     |     | 19  | 0     |
| 34   | Vicente Pérez      | Honda     |     |     |     |     |     |     |     |     |     |     |     |     |     |     |     |     | 19  |     |     |     | 0     |
| 35   | Luca Lunetta       | KTM       |     |     |     |     |     |     |     |     |     |     | 19  |     |     |     |     |     |     |     |     |     | 0     |
| 36   | Joshua Whatley     | Honda     | 22  | 20  | 23  | Ret | 26  | WD  | 26  | 21  | Ret | Ret | 20  | 21  | 29  | 24  | Ret | Ret | 23  | 21  | 23  | 26  | 0     |
| 37   | Gerard Riu         | KTM       | 21  | 21  | 22  | 20  | 23  | 20  | 24  |     |     |     |     |     |     |     |     |     |     |     |     |     | 0     |
| 38   | José Antonio Rueda | Honda     |     |     |     |     |     |     | 21  |     |     |     |     |     |     |     |     |     |     |     |     |     | 0     |
| 39   | Marc García        | KTM       |     |     |     |     |     |     |     |     |     |     |     | 22  |     |     |     |     |     |     |     |     | 0     |
| 40   | Harrison Voight    | Honda     |     |     |     |     |     |     |     |     |     |     |     |     |     | 23  |     |     |     |     |     |     | 0     |
| 41   | David Almansa      | KTM       |     |     |     |     |     |     |     |     |     |     |     |     |     |     |     |     |     |     |     | 25  | 0     |
| 42   | Alessandro Morosi  | KTM       |     |     |     |     |     |     |     |     |     |     |     |     |     |     | 26  |     |     |     |     |     | 0     |
| 43   | María Herrera      | KTM       |     |     |     |     |     |     |     |     |     |     |     |     |     |     | 27  |     |     |     |     |     | 0     |
| 44   | David Alonso       | Gas Gas   |     |     |     |     | 27  |     |     |     |     |     |     |     |     |     |     |     |     |     |     |     | 0     |
|      | Marcos Uriarte     | Honda     |     |     |     |     |     |     |     |     | Ret |     |     |     |     |     |     |     |     |     |     |     | 0     |
|      | Kanta Hamada       | Honda     |     |     |     |     |     |     |     |     |     |     |     |     |     |     |     | Ret |     |     |     |     | 0     |
| Pos. | Piloto             | Moto      | QAT | INA | ARG | AME | POR | SPA | FRA | ITA | CAT | GER | NED | GBR | AUT | RSM | ARA | JPN | THA | AUS | MAL | VAL | Ptos. |

| Color          | Resultado                                                               |
| -------------- | ----------------------------------------------------------------------- |
| Oro            | Ganador                                                                 |
| Plata          | 2.ª plaza                                                               |
| Bronce         | 3.ª plaza                                                               |
| Verde          | Finalizó en los puntos                                                  |
| Azul           | Finalizó sin puntos                                                     |
| Azul           | NC - No clasificado                                                     |
| Violeta        | Ret - No terminó (Carrera)                                              |
| Rojo           | DNQ - No se clasificó                                                   |
| Negro          | DSQ - Descalificado                                                     |
| Blanco         | DNS - No empezó (carrera)                                               |
| Blanco         | WD - Retirado (fin de semana)                                           |
| Blanco         | C - Carrera cancelada                                                   |
| Sin color      | DNP - Inscrito pero no participó                                        |
| Sin color      | INJ - Lesionado                                                         |
| Sin color      | EX - Excluido                                                           |
| Estado         | Resultado                                                               |
| Negrita        | Pole position                                                           |
| Cursiva        | Vuelta rápida                                                           |
| †              | Abandona, pero clasifica al completar el porcentaje requerido para ello |
| Leyenda piloto |                                                                         |
| Color          | Significado                                                             |
|                | Piloto novato                                                           |

### Campeonato de Constructores
| Pos. | Constructor | QAT | INA | ARG | AME | POR | SPA | FRA | ITA | CAT | GER | NED | GBR | AUT | RSM | ARA | JPN | THA | AUS | MAL | VAL | Ptos. |
| ---- | ----------- | --- | --- | --- | --- | --- | --- | --- | --- | --- | --- | --- | --- | --- | --- | --- | --- | --- | --- | --- | --- | ----- |
| 1    | GasGas      | 2   | 2   | 1   | 7   | 1   | 1   | 3   | 1   | 1   | 1   | 2   | Ret | 5   | 3   | 1   | 1   | 5   | 1   | 3   | 1   | 389   |
| 2    | Honda       | 1   | 1   | 2   | 2   | 7   | 12  | 4   | 3   | 3   | 2   | 4   | 1   | 2   | 1   | 12  | 2   | 1   | 9   | 6   | 4   | 330   |
| 3    | KTM         | 3   | 5   | 6   | 1   | 2   | 3   | 1   | 5   | 2   | 6   | 6   | 2   | 3   | 2   | 3   | 5   | 4   | 2   | 4   | 2   | 323   |
| 4    | Husqvarna   | 5   | Ret | 3   | 4   | 3   | 6   | 2   | Ret | 7   | 4   | 1   | 7   | 1   | 9   | 2   | 3   | 2   | 4   | 1   | 5   | 279   |
| 5    | CFMoto      | 10  | 3   | 8   | 6   | 6   | 5   | 6   | 19  | 6   | 13  | 5   | 10  | 14  | 20  | 9   | 11  | 13  | 12  | 10  | 13  | 131   |
| Pos. | Constructor | QAT | INA | ARG | AME | POR | SPA | FRA | ITA | CAT | GER | NED | GBR | AUT | RSM | ARA | JPN | THA | AUS | MAL | VAL | Ptos. |

### Campeonato de Equipos
| Pos. | Equipo                         | N.º. Moto | QAT | INA | ARG | AME | POR | SPA | FRA | ITA | CAT | GER | NED | GBR | AUT | RSM | ARA | JPN | THA | AUS | MAL | VAL | Ptos. |
| ---- | ------------------------------ | --------- | --- | --- | --- | --- | --- | --- | --- | --- | --- | --- | --- | --- | --- | --- | --- | --- | --- | --- | --- | --- | ----- |
| 1    | Valresa GasGas Aspar Team      | 11        | 2   | 4   | 1   | Ret | 1   | 2   | 7   | 1   | 4   | 3   | 3   | Ret | 5   | DSQ | 13  | 4   | Ret | 3   | 3   | 3   | 576   |
| 1    | Valresa GasGas Aspar Team      | 28        | 8   | 2   | Ret | 7   | 5   | 1   | 3   | 2   | 1   | 1   | 2   | Ret | 7   | 3   | 1   | 1   | 5   | 1   | 12  | 1   | 576   |
| 2    | Leopard Racing                 | 7         | 7   | 1   | 2   | 2   | 8   | 18  | 4   | Ret | Ret | 2   | Ret | 1   | 12  | 1   | 14  | 2   | 1   | 9   | 6   | 4   | 376   |
| 2    | Leopard Racing                 | 24        | Ret | 10  | 5   | 10  | 12  | Ret | 5   | 3   | 3   | 5   | 4   | Ret | 2   | 6   | 12  | Ret | Ret | Ret | Ret | 14  | 376   |
| 3    | Sterilgarda Husqvarna Max      | 17        | 5   |     |     |     |     |     | 12  | Ret | 7   | 19  | Ret | 7   | 9   | 9   | 10  | 7   | Ret | 6   | 1   | 11  | 340   |
| 3    | Sterilgarda Husqvarna Max      | 38        |     |     |     | 22  | 22  | 19  |     |     | Ret |     |     |     |     |     |     |     |     |     |     |     | 340   |
| 3    | Sterilgarda Husqvarna Max      | 71        | Ret | Ret | 3   | 4   | 3   | 6   | 2   | DNS |     | 4   | 1   | Ret | 1   | Ret | 2   | 3   | 2   | 4   | 2   | 5   | 340   |
| 4    | Red Bull KTM Ajo               | 5         | Ret | 7   | Ret | 1   | 2   | 3   | 1   | 17  | 8   | 12  | Ret | 2   | 18  | 2   | 8   | Ret | 8   | 15  | 4   | 22  | 280   |
| 4    | Red Bull KTM Ajo               | 96        | 16  | 9   | 7   | Ret | Ret | 9   | 11  | Ret | Ret | 6   | 6   | NC  | 8   | 5   | 3   | Ret | 11  | Ret | 7   | 10  | 280   |
| 5    | Red Bull KTM Tech3             | 31        | 14  | Ret | 13  | 14  | WD  | Ret | 20  | 10  | 9   | 8   | Ret | 15  | 17  | 16  | 5   | 18  | Ret | 18  | 15  | 6   | 251   |
| 5    | Red Bull KTM Tech3             | 53        | 4   | 5   | 14  | 5   | 4   | 4   | 9   | 15  | 5   | 7   | 9   | 3   | 4   | 4   | 4   | 15  | 17  | 2   | 10  | 2   | 251   |
| 6    | MT Helmets – MSI               | 6         | 9   | 11  | 12  | 17  | 21  | 8   | 8   | 5   | 21  | Ret | 8   | 8   | 13  | 13  | Ret | 8   | 10  | Ret | 8   | 9   | 206   |
| 6    | MT Helmets – MSI               | 10        | 6   | Ret | 6   | Ret | 10  | 10  | 14  | Ret | DNS | 16  | 16  | 6   | 6   | 7   | 15  | 6   | 6   | 7   | 5   | 8   | 206   |
| 7    | CFMoto Racing Prüstel GP       | 43        | 10  | 6   | Ret | 6   | 20  | 5   | Ret | 20  | 10  | 13  | 5   | 11  | 14  | 20  | 11  | 11  | 13  | 14  | 11  | 23  | 170   |
| 7    | CFMoto Racing Prüstel GP       | 99        | Ret | 3   | 8   | 8   | 6   | Ret | 6   | 19  | 6   | Ret | 14  | 10  | Ret | Ret | 9   | Ret | 14  | 12  | Ret | 13  | 170   |
| 8    | Angeluss MTA Team              | 38        |     |     |     |     |     |     |     |     |     |     |     |     |     |     |     |     |     |     |     | 18  | 137   |
| 8    | Angeluss MTA Team              | 48        | 13  | Ret | 15  | 11  | Ret | 13  | 18  | 7   | 18  | 10  | 12  | Ret | 11  | 8   | 6   | 13  | 20  | 13  | 9   | 12  | 137   |
| 8    | Angeluss MTA Team              | 82        | 11  | Ret | 16  | 13  | 15  | 15  | 17  | Ret | 16  | 15  | 7   | 5   | 15  | 10  | 19  | 12  | 4   | 5   | Ret |     | 137   |
| 9    | Rivacold Snipers Team          | 16        | 1   | Ret | Ret | 3   | 7   | 14  | 10  | 4   | Ret | 11  | 15  | 9   | 23  | Ret | 18  | 9   | 7   | 16  | 14  | 15  | 103   |
| 9    | Rivacold Snipers Team          | 21        |     |     |     |     |     |     |     |     |     |     |     |     |     |     |     |     | 19  |     |     |     | 103   |
| 9    | Rivacold Snipers Team          | 34        |     |     |     |     |     |     |     |     |     |     |     |     |     |     |     | Ret |     |     |     |     | 103   |
| 9    | Rivacold Snipers Team          | 63        |     |     |     |     | 24  | 22  |     |     |     |     |     |     |     |     |     |     |     |     |     |     | 103   |
| 9    | Rivacold Snipers Team          | 67        | Ret | Ret | 20  | DNS |     |     |     | DNS |     | 21  | 17  | 19  | 27  | 17  | DNS |     |     | 24  | Ret | 29  | 103   |
| 9    | Rivacold Snipers Team          | 89        |     |     |     |     |     |     |     |     | Ret |     |     |     |     |     |     |     |     |     |     |     | 103   |
| 9    | Rivacold Snipers Team          | 98        |     |     |     |     |     |     | 21  |     |     |     |     |     |     |     |     |     |     |     |     |     | 103   |
| 10   | CIP Green Power                | 27        | 3   | 12  | 9   | Ret | 17  | 7   | 15  | 16  | 15  | 20  | 10  | 4   | 10  | 19  | 23  | 21  | Ret | 17  | 17  | 24  | 99    |
| 10   | CIP Green Power                | 41        |     |     |     |     |     |     |     |     |     |     |     | 22  |     |     |     |     |     |     |     |     | 99    |
| 10   | CIP Green Power                | 66        | 15  | 18  | 10  | 18  | 9   | Ret | DNS | 12  | 12  | Ret | Ret |     | 22  | 14  | 21  | Ret | 12  | 8   | 18  | 21  | 99    |
| 11   | SIC58 Squadra Corse            | 20        | Ret | 16  | 19  | 15  | 14  | DNS | 23  | 14  | 20  | 18  | 13  | 13  | 16  | 18  | Ret | Ret | 16  | 19  | 19  | 20  | 98    |
| 11   | SIC58 Squadra Corse            | 54        | 12  | 17  | 4   | 9   | 11  | Ret | 13  | 6   | 11  | Ret | 11  | 14  | 19  | 11  | 16  | 10  | 3   | 10  | Ret | Ret | 98    |
| 12   | Finetwork Team BOE Motorsports | 22        | 20  | 19  | Ret | 23  | 28  | 23  | 27  | 22  | 22  | 22  | 22  | 23  | 28  | 22  | 25  | 19  | 22  | 23  | 22  | 28  | 93    |
| 12   | Finetwork Team BOE Motorsports | 44        |     |     |     |     |     |     |     | 11  | 2   | 9   | Ret | Ret | 3   | 12  | 7   | 5   | 9   | 11  | Ret | 7   | 93    |
| 12   | Finetwork Team BOE Motorsports | 87        | 21  | 21  | 22  | 20  | 23  | 20  | 24  |     |     |     |     |     |     |     |     |     |     |     |     |     | 93    |
| 13   | QJmotor Avintia Racing Team    | 9         |     |     |     |     |     |     |     |     |     |     |     | 20  | 26  | Ret | Ret | Ret | 24  | 22  | 20  | 16  | 43    |
| 13   | QJmotor Avintia Racing Team    | 18        | 17  | 15  | 18  | Ret | 18  | 11  | 19  | 9   | 13  | Ret |     |     |     |     |     |     |     |     |     |     | 43    |
| 13   | QJmotor Avintia Racing Team    | 23        | 18  | 8   | 11  | 19  | 19  | 16  | 16  | 8   | 17  | 14  | Ret | 16  | 20  | 15  | 20  | 16  | 18  | 20  | 13  | 17  | 43    |
| 13   | QJmotor Avintia Racing Team    | 85        |     |     |     |     |     |     |     |     |     |     | 19  |     |     |     |     |     |     |     |     |     | 43    |
| 14   | VisionTrack Racing Team        | 19        | Ret | 13  | Ret | 12  | 13  | 12  | Ret | Ret | 14  | Ret | Ret | 12  | 21  | 25  | 22  | 20  | 15  | Ret | Ret | Ret | 21    |
| 14   | VisionTrack Racing Team        | 70        | 22  | 20  | 23  | Ret | 26  | WD  | 26  | 21  | Ret | Ret | 20  | 21  | 29  | 24  | Ret | Ret | 23  | 21  | 23  | 26  | 21    |
| 15   | Honda Team Asia                | 64        | 19  | 14  | 21  | 21  | 16  | 17  | 22  | 13  | Ret | 23  | 18  | 17  | 24  | Ret | 24  | 17  | 21  | Ret | 21  | 27  | 7     |
| 15   | Honda Team Asia                | 72        |     |     | 17  | 16  | 25  | 21  | 25  | 18  | Ret | 17  | 21  | 18  | 25  | 21  | 17  | 14  | 25  | Ret | Ret | Ret | 7     |
| Pos. | Equipo                         | N.º. Moto | QAT | INA | ARG | AME | POR | SPA | FRA | ITA | CAT | GER | NED | GBR | AUT | RSM | ARA | JPN | THA | AUS | MAL | VAL | Ptos. |